# محمد الفاضل خليل
محمد الفاضل خليل ولد في 1944 في قفصة وتوفي في 31 مايو 2017، هو ديبلوماسي وسياسي تونسي.

## السيرة الذاتية
يعمل محمد الفاضل خليل كمهندس. انضم لديوان وزير الفلاحة الضاوي حنابلية كمشرف على إدارة التعاون الدولي داخل الوزارة. أصبح بعدها والي على عدة ولايات: الكاف (1981-1982)، جندوبة (1987-1988)، صفاقس (1988-1990).

كان أيضا رئيس مدير عام شركة فسفاط قفصة في الثمانينات. أصبح في 3 أغسطس 1992 وزيرا للشؤون الاجتماعية في حكومة حامد القروي، وبقي على رأس الوزارة حتى 13 يونيو 1996.

من جهة أخرى، شغل عدة مناصب دبلوماسية، حيث عين بين 1990 و1992 في منصب سفيرا لتونس في سوريا، ثم بعد مغادرته الوزارة في 1995، عين سفيرا في النمسا، وأخيرا في 2007 أصبح سفيرا لبلاده في الجزائر.

في 2013، ذُكِرَ أن الاتحاد العام التونسي للشغل دعم ترشيحه لرئاسة الحكومة، أثناء الحوار الوطني.